# Evangeleen Ikelap
Evangeleen Ikelap   (18 de gener de 1982) és una atleta micronèsia que va competir internacionalment pels Estats Federats de Micronèsia.
Va representar els Estats Federats de Micronèsia en els Jocs Olímpics d'Estiu de 2004 a Atenes. Va competir en els 100 metres llisos femení, on va acabar 7a en la seva sèrie en un temps de 13,50 segons, que no li va permetre passar a la següent ronda.
La seva germana menor Maria Ikelap va competir en el mateix esdeveniment als Jocs Olímpics d'Estiu de 2008.